# Targeta sanitària europea
La targeta sanitària europea és una targeta que engloba el conjunt d'europeus sota un sistema d'assistència sanitària gratuïta a l'estranger. Dona dret a rebre assistència sanitària amb les mateixes condicions que un assegurat del país al qual es troba - per exemple, si un país té un copagament per veure un metge, un ciutadà d'un país amb assistència gratuïta al punt d'ús també hauria de pagar aquest cànon.
Pels assegurats sota el sistema de seguretat social espanyol, per obtenir la targeta cal desplaçar-se fins a una oficina de la Seguretat Social, o es pot demanar per Internet.
La vigència de la targeta varia d'un a cinc anys segons el país.